# معاهدة الصداقة والتحالف والمساعدة المتبادلة بين الصين والاتحاد السوفييتي

"تحيا الصداقة الصينية السوفيتية" بريشة الرسام الروسي إيفانوف.

معاهدة الصداقة والتحالف والمساعدة المتبادلة بين الصين والاتحاد السوفيتي (بالروسية: Советско-китайский договор о дружбе, союзе и взаимной помощи) (بالصينية: 中蘇友好同盟互助條約) هي معاهدة ثنائية للتحالف والأمن الجماعي والمساعدة والتعاون أُبرمَت بين جمهورية الصين الشعبية والاتحاد السوفيتي في 14 فبراير عام 1950. وهي حلّت محلّ المعاهدة الصينية السوفيتية السابقة التي وقعتها حكومة الكومينتانغ.
تم التوقيع على هذه المعاهدة على خلفية إنشاء النظام الشيوعي الصيني ومواجهة الحرب الباردة، الناتجة مباشرةً عن توجيه السياسة الخارجية لماو «بالميل إلى جانب واحد» (الانحياز إلى المعسكر الاشتراكي) واعتبارات ستالين الاستراتيجية والأيديولوجية المتعلقة بامتداد النفوذ السوفيتي في شرق آسيا. سافر رئيس الحزب الشيوعي الصيني ماو تسي تونغ إلى الاتحاد السوفيتي للتوقيع على المعاهدة، وهي واحدة من بين زيارتين فقط في حياته قد غادر فيها الصين. أرست المعاهدة الأساس للتعاون والشراكة الصينية السوفيتية. زوّدت الصين بضمانات أمنية ووسّعت من نطاق التعاون الاقتصادي بين البلدين. ومع ذلك، لم تمنع المعاهدة العلاقات بين بكين وموسكو من التدهور بشكل كبير في أواخر الخمسينيات إلى أوائل الستينيات من القرن العشرين، خلال الانقسام الصيني السوفييتي.
بعد انتهاء المعاهدة في عام 1979، أراد دينج شياو بينج من الصين عدم التفاوض مع السوفييت ما لم يوافقوا على مطالب الصين مثل الانسحاب من أفغانستان إلى جانب سحب قواتهم من منغوليا والحدود الصينية السوفيتية ووقف دعمهم للغزو الفيتنامي لكمبوديا. سمح انتهاء المعاهدة للصين بمهاجمة فيتنام، الحليف السوفييتي، في حرب الهند الصينية الثالثة كرد فعل على غزو فيتنام لكمبوديا منذ أن منعت المعاهدة الصين من مهاجمة الحلفاء السوفيت.

## الخلفية

### مؤتمر يالطا
مع نهاية الحرب العالمية الثانية، حدّد ستالين هدفين استراتيجيين للاتحاد السوفييتي في الشرق الأقصى بعد الحرب: استقلال منغوليا الخارجية عن الصين واستعادة مجال نفوذ الإمبراطورية الروسية في شمال شرق الصين لضمان أمنها الإقليمي الجيوسياسي. تحقيقًا لهذه الغاية، توصّل روزفلت وستالين وتشرشل إلى اتفاق في 11 فبراير عم 1945 في مؤتمر يالطا إذ اعترف الاتحاد السوفييتي بحكومة الكومينتانغ كحكومة شرعية للصين، بغض النظر عن الحزب الشيوعي. بالنسبة للولايات المتحدة، كانت تأمل في أن يدخل الاتحاد السوفييتي الحرب ضد اليابان في أقرب وقت ممكن وأن يدعم حكومة الكومينتانغ باعتبارها الحكومة القانونية الوحيدة للصين. في المقابل، ستساعد الولايات المتحدة الاتحاد السوفييتي في إقناع الكومينتانغ بالاعتراف بالنظام القانوني للاتحاد السوفييتي في منغوليا الخارجية. في ذلك الوقت، كانت العلاقات بين الكومينتانغ والحزب الشيوعي متوترة للغاية، وكان شيانج كاي شيك يميل دائمًا إلى طلب المساعدة من الولايات المتحدة والاتحاد السوفييتي في التعامل مع الصراع ضد الحزب الشيوعي. وهكذا، على الرغم من عدم حضور أي ممثل من أي من الطرفين للاجتماع في يالطا، إلا أن روزفلت أوضح أن كل معاهدة تضمنت مشاكل الصين تحتاج إلى موافقة شيانج في الاتفاقية بسبب صداقته مع الكومينتانغ. بعد ذلك، ومن أجل إجبار الحكومة القومية الصينية على قبول الشروط السوفييتية، دخل الجيش الأحمر السوفييتي شمال شرق الصين بأعداد كبيرة، واضطرت حكومة الكومينتانغ بقيادة شيانج كاي شيك إلى القبول بالاتفاق على معاهدة الصداقة والتحالف الصينية السوفييتية.

### تقارب المصالح
في وقت لاحق، بعد انتصار الحزب الشيوعي في الحرب الأهلية الصينية، غيّرت بشكل جذري نمط آسيا والشرق الأقصى، ما أجبر الاتحاد السوفييتي على إعادة تقييم سياسته وتعديلها تجاه الصين. كانت مطالب الصين والاتحاد السوفيتي مشتركة ومتبادلة من بعض النواحي. لتعزيز قوة الكتلة الشيوعية ضد العالم الرأسمالي بقيادة الولايات المتحدة في النظام الدولي للحرب الباردة، رأى ستالين الصين تحت قيادة الحزب الشيوعي الصيني كشريك محتمل في التحقق من التعدي الأمريكي على مجال النفوذ السوفييتي في شرق آسيا. إلى جنب حاجة الحزب الشيوعي الصيني إلى دعم الاتحاد السوفييتي ومساعدته في كفاحه لتوطيد حكمه وكبح محاولات الولايات المتحدة للإطاحة بالنظام الشيوعي. على الرغم من فوز الحزب الشيوعي الصيني بالنصر النهائي، إلا أن الحرب تركت العديد من المشاكل. لذلك، تحتاج الصين إلى مساعدة من الاتحاد السوفييتي في إعادة الإعمار والتنمية الاقتصادية والإنتاج الصناعي. علاوةً على ذلك، استبعدت المعارضة الأيديولوجية والعداء بين الصين والمعسكر الغربي الذي تقوده الولايات المتحدة إمكانية تلقي المساعدات من الغرب، ما يستلزم إقامة علاقة دبلوماسية مستقرة يمكن التنبؤ بها مع الاتحاد السوفيتي.

### المواقف تجاه تنفيذ المعاهدة
مع ذلك، كان لدى زعيمي الطرفين آراء مختلفة بشأن مضمون المعاهدة وتنفيذها. كان ستالين يأمل في أن تظل المعاهدة الجديدة تحت إطار معاهدة يالطا، التي ضمنت المصالح السوفييتية المكتسبة في شمال شرق الصين. من ناحية أخرى، كان ماو منشغلًا بتكوين صورة خارجية مستقلة للصين وإلغاء جميع المعاهدات غير المتكافئة التي تفرضها القوى الإمبراطورية. بعد تأسيس جمهورية الصين الشعبية، أصبحت تسوية معاهدة التحالف بين الصين والاتحاد السوفييتي مسألة ملحة للقادة الصينيين للقيام بالأنشطة الدبلوماسية واتخاذ القرارات. لذلك، كان أول اعتبار لماو تسي تونغ بشأن القضايا الدبلوماسية هو إجراء محادثة مباشرة مع ستالين والتوقيع على معاهدة صينية سوفيتية جديدة.